# مارسيل لانغيلر
مارسيل لانغيلر (بالفرنسية: Marcel Langiller)‏ (2 يونيو 1908 في تشارينتون لوبونت – 28 ديسمبر 1980) لاعب كرة قدم فرنسي راحل كان يجيد اللعب في مركز الهجوم وكان يلقب بـ(طائر السمان).
لعب خلال مسيرته الرياضية في أندية باريس تشارينتون (فترتين)، إكسيلسيور روبيه، النجم الأحمر، سانت إتيان. حقق بطولة كأس فرنسا مرتين في 1928 و1933 مع نادي باريس تشارينتون.
لعب 30 مباراة دولية مع منتخب فرنسا مسجلا 7 أهداف كما شارك في بطولة كأس العالم لكرة القدم 1930.

## وصلات خارجية
- مارسيل لانغيلر على موقع الاتحاد الدولي (مؤرشف)  (الإنجليزية)
- مارسيل لانغيلر على موقع قاعدة بيانات كرة القدم.إي يو (الإنجليزية)
- مارسيل لانغيلر على موقع ناشيونال فوتبول تيمز (الإنجليزية)
- مارسيل لانغيلر على موقع Soccerway.com (الإنجليزية)
- مارسيل لانغيلر على موقع عالم كرة القدم.نت (الإنجليزية)
- مارسيل لانغيلر على موقع اللجنة الأولمبية الدولية (الإنجليزية)
- مارسيل لانغيلر على موقع أوليمبيديا (الإنجليزية)
- السيرة الذاتية في موقع الاتحاد الفرنسي لكرة القدم